# 东川王

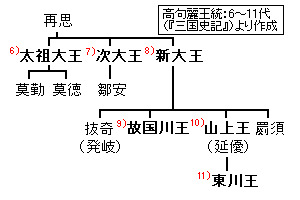

东川王（209年—248年），高句丽第11任君王，历史或称为东壤王，名憂位居，幼名郊彘，《三国志》称其名为位宫，227年－248年在位。
《三国志·魏书》中记载，东川王为太祖王的曾孙。‘其曾祖名宫，生能开目视，其国人恶之，及长大，果凶虐，数寇钞，国见残破。今王生堕地，亦能开目视人。句丽呼相似为位，似其祖，故名之为位宫。位宫有力勇，便鞍马，善猎射。景初二年，太尉司马宣王率众讨公孙渊，宫遣主簿大加将数千人助军。正始三年，宫寇西安平，其五年，为幽州刺吏毌丘俭所破。语在俭传。’
东汉灭亡后，辽东地区被军阀公孙度家族控制。234年，曹魏遣使高句丽和亲，高句丽与曹魏联盟攻打辽东郡。236年，斩东吴使臣胡卫，传其首于曹魏幽州。
景初二年（238年），曹魏太尉司马懿讨公孙渊，东川王遣主簿大加将兵助讨，曹魏灭公孙渊后设高句丽、高显、辽阳、望平四县于玄菟郡。曹魏攻下辽东后，高句丽终止了与曹魏的合作并发兵袭击了辽东西部。
正始五年（244年），毌丘儉帶步騎兵萬人出玄菟討伐高句麗，先后在沸流水、梁口两度大敗高句麗東川王，将号称有二万人的高句丽军诛灭一万八千余人，东川王偕同妻子及千余骑逃窜往东沃沮（又称南沃沮）。毌丘儉又屠殺丸都內官員數千人，之後退兵。不久又再次進攻，東川王逃到買溝，随后，毌丘俭自在丸都一带坐镇，毌丘儉又派玄菟太守王頎追擊到沃沮，另一路由乐浪太守刘茂、带方太守弓遵攻打曾依附于高句丽的不耐等濊貊种落。王颀的军队追至竹岭，再度大破东川王余部。随后，魏军杀至沃沮境内，将协助高句丽的邑落一并攻破，斩杀三千余人。东川王再逃入北沃沮境内，魏军进一步追讨。但高句丽王终于在部下的忠诚保卫下击杀一小队魏军而得以隐匿。王颀军主力则进一步向东北行，一直抵达北沃沮与肃慎的边境地带。而刘茂、弓遵也成功击溃了濊貊各邑，逼迫不耐濊侯举邑降。整个征剿行动至公元245年初基本结束，最終毌丘俭等刻石纪功并于245年5月回师凯旋。 

## 后事
267年，高句丽重建了旧丸都城（公孙康破之70年后），并开始袭击辽东，乐浪和玄菟。随着高句丽对辽东半岛的挺进，313年，高句丽美川王侵略原汉四郡的最后一郡——乐浪郡。高句丽在朝鲜半岛北部处于强势。朝鲜半岛从此进入高句丽，百济和新罗三足鼎立的时代。
高句丽的對外扩张幾次招致亡國。342年，前燕慕容皝侵入高句丽，虏走了高句丽百姓五万多口，最后一把火烧了高句丽王宫，并将新丸都城再次变为平地。343年（东晋咸康八年），高句丽重修由于毌丘俭东征而被摧毁的旧丸都城，并于同年秋天又一次移居丸都城。4个月后，丸都山城就再次毁于战火。371年，百济近肖古王袭击高句丽最大城市平壤（前乐浪郡），并在战场上杀死了高句丽故国原王。
高句丽小兽林王继位后，开始加强高句丽国内的稳定和统一，仿照中原公布“律令”（当于宪法和刑法）。372年立佛教为高句丽国教，并建立国家教育机构“太学”。 小兽林王还对高句丽军队进行了改革。

## 注解
1. ↑  "韓國歷史與現代韓國 By Jiang-zuo Jian"
2. ↑  .   [2010-10-17]. （原始内容存档于2008-11-20）.
3. ↑  .   [2010-10-17]. （原始内容存档于2008-12-19）.
4. ↑  'Ki-Baik Lee', "A New History of Korea", 1984 Harvard University Press, page 20
5. ↑  (MyGoguryeo & Unknown year)
6. ↑  'Ki-Baik Lee', "A New History of Korea", 1984 Harvard University Press, page 38

| 前任： 山上王 | 高句丽君主 227年-248年 | 繼任： 中川王 |